# Francisco Buyo
Francisco „Paco“ Buyo Sánchez (* 13. Januar 1958 in Betanzos) ist ein ehemaliger spanischer Fußballspieler und -trainer.

## Karriere als Spieler

### Verein
Mit vierzehn Jahren begann Buyo als Fußballspieler beim Ural CF. Er spielte auf der Position des Torhüters und des rechten Flügels und war nach Ablauf der Saison sowohl als Torhüter ungeschlagen als auch der Toptorschütze der Mannschaft. Seine professionelle Karriere lancierte er 1975 bei RCD Mallorca in der Segunda División. Nach einer Saison kehrte er in die Heimat Galicien zurück zu Deportivo La Coruña. In der Saison 1978/79 wurde er an SD Huesca ausgeliehen, da er den Militärdienst im benachbarten Jaca absolvieren musste. 1980 wechselte er zu Sevilla FC, wo er von Beginn weg der Stammtorhüter war und in der Primera División debütierte. Aufgrund der guten Leistungen bei den Andalusiern wurde er 1986 von Real Madrid als Ersatz für ihren in die Jahre gekommenen Torwart verpflichtet. Er blieb elf Jahre bei den Merengues und spielte unter anderem mit der Quinta del Buitre, Fernando Redondo, Iván Zamorano und Raúl zusammen. Seine Zeit bei den Königlichen war in den nationalen Wettbewerben mit sechs Meistertiteln und zwei Cupsiegen höchst erfolgreich, allerdings blieben ihm in den internationalen Wettbewerben die Titel verwehrt. Zwei Mal während seiner sportlichen Laufbahn gewann er den Trofeo Zamora, die Auszeichnung für den besten Torhüter der Primera División. Zwischen dem 3. Dezember 1994 und dem 12. Februar 1995 blieb er über 709 Minuten ungeschlagen, was die fünftlängste Serie aller Zeiten in einer spanischen Liga ist. 1997 schlussendlich beendete er seine Karriere und ist mit 542 Einsätzen in der Primera División auf Rang drei der ewigen Rangliste.

### Nationalmannschaft
Bereits in seiner Zeit bei Deportivo La Coruña wurde er 1980 ein erstes Mal von der U21-Auswahl Spaniens für das Fußballturnier der Olympischen Sommerspiele in Moskau aufgeboten. Für die eigentliche Nationalmannschaft wurde er für das letzte Spiel der Qualifikation zur EM 1984 aufgeboten und war Bestandteil der Mannschaft, die am 21. Dezember 1983 einen historischen 12:1-Sieg über Malta verbuchte. Historisch, da Spanien gezwungen war, mit mindestens elf Treffern Unterschied zu gewinnen, wenn man sich für die EM 1984 qualifizieren wollte, und dies auch bewerkstelligte. Buyo gehörte auch zum Kader, das an der EM 1984 Vize-Europameister wurde.

### Erfolge
- Spanischer Meister: 1986/87, 1987/88, 1988/89, 1989/90, 1994/95, 1996/97
- Sieger der Copa del Rey: 1988/89, 1992/93
- Spanischer Supercupsieger: 1988, 1989, 1990, 1993
- Gewinner des Trofeo Zamora: 1987/88, 1991/92

## Nach der aktiven Karriere
Nach seiner Fußballerkarriere war Buyo in der Saison 2000/01 Trainer von Real Madrid B. Danach gründete er eine Unternehmung, die auf das Verlegen von Kunstrasen spezialisiert ist. Nebenbei war er rege in der Telekommunikation tätig als Fußballkommentator der Fernsehsender Al Jazeera und TVE. Bis Mitte 2009 hatte er auch seine eigene Kolumne El Análisis de la Jornada de Liga in der spanischen Tageszeitung El País. Wenn es ihm die Zeit erlaubt, spielt er seit 2008 mit der Veteranen-Mannschaft von Real Madrid in der Indoor Fußball Meisterschaft.